# Cesqeaux
Даниэль Франческо Тупария (нидерл. Daniel Francesco Tuparia; род. 24 июля 1993 Делфзейл, Нидерланды), более известный как Cesqeaux — голландский композитор, продюсер и DJ.

## Биография

### Ранние годы
Тупария родился в Нидерландах, где его отец был гитаристом, а мать увлекалась музыкой. Он начал играть на барабанах в 7 лет. Тупария учился в академии поп-культуры, где встретил диджеев и прислал им свою музыку после концерта Yellow Claw.

### Карьера
В 2012 Cesqeaux начал сотрудничать с Yellow Claw. Также выступал на Dance Valley.
Является одним из самых известных композиторов в стиле EDM. Продюсировал Давида Гетта и его песню 2U.